# Zamarada opala
Zamarada opala là một loài bướm đêm trong họ Geometridae.